# Isotrilophus erraticus
Isotrilophus erraticus is een keversoort uit de familie spartelkevers (Mordellidae). De wetenschappelijke naam van de soort is voor het eerst geldig gepubliceerd in 1883 door Smith.